# Монтеморо (Савона)
Монтеморо је насеље у Италији у округу Савона, региону Лигурија.
Према процени из 2011. у насељу је живело 103 становника. Насеље се налази на надморској висини од 181 м.